# Podolie
Pour l’article homonyme, voir Podolie (district de Nové Mesto nad Váhom).
XIIe siècle
La Podolie (en ukrainien : Поділля, Podillia ; en polonais : Podole ; et en russe : Подолье, Podol'e, de Po-dol'na (По-дольна) signifiant « autour des vallées » en vieux-slave) est une région historique européenne située au centre-ouest de l’Ukraine. Ses capitales successives ont été Bratslav, puis Kamianets-Podilskyï jusqu’en 1914 et ensuite Vinnytsia. Le nom de Kamianets-Podilskyï vient de kamin’ (камінь) signifiant « rocher ». La Podolie est en effet un plateau au relief de collines et de vallées, parcouru par le fleuve Boug méridional et bordé au sud-ouest par le fleuve Dniestr.

## Géographie et géologie

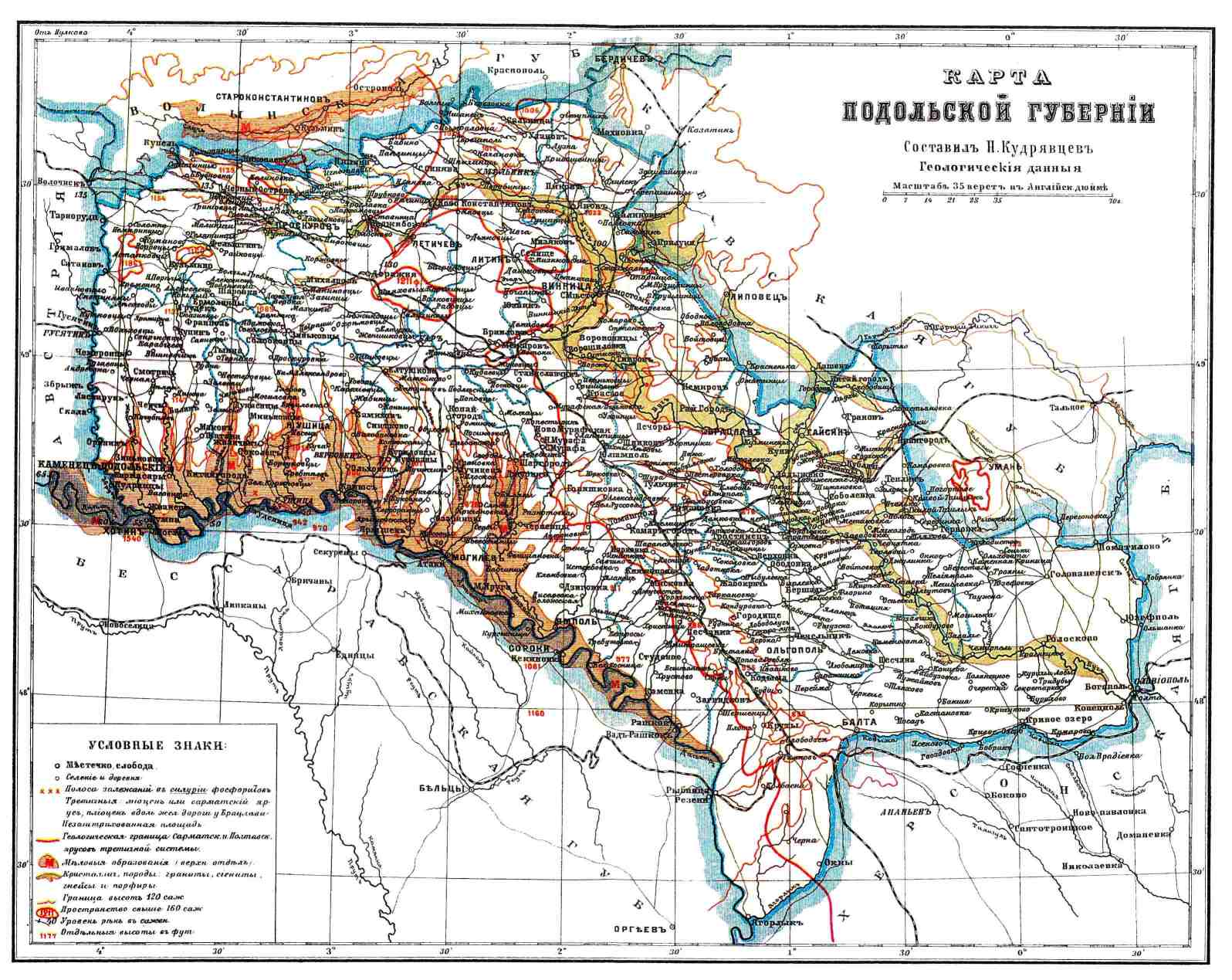
Carte géomorphologique russe de la Podolie, avec le plateau lœssique et les entailles creusées par les fleuves, jusque dans les calcaires crétacés.

Le socle géologique de Podolie renferme des fossiles édiacariens découverts au début du XXe siècle dans les sédiments d’anciens environnements littoraux et deltaïques. Ces fossiles présentant de grandes similitudes avec ceux de la forêt de Charnwood, en Angleterre, alors qu'on considérait jusqu'à récemment le bassin comme en continuité avec la mer Blanche. Les sédiments fossilifères ont pu être datés précisément grâce à des niveaux bentonitiques intercalés entre eux. L’âge obtenu (556,78 ± 0,18 Ma) et les reconstitutions paléogéographiques relient le bassin de Podolie à l’actuel pays de Galles, ce qui explique la similarité des faunes fossiles,.
Au paléozoïque, la Podolie devait être émergée car elle n'a pas reçu de sédiments : sur le socle édiacarien repose directement une plate-forme carbonatée mésozoïque, visible dans les canyons des grands fleuves, creusés au Messinien. La plate-forme elle-même a été recouverte d’épais dépôts éoliens de lœss pendant la dernière période glaciaire, plus précisément pendant le Würm. Après la fonte des glaces, des forêts de feuillus y ont poussé, progressivement défrichées au Moyen Âge : des aurochs et des bisons d’Europe y furent chassés. Un autre gibier qui a disparu, car très recherché pour sa fourrure (dont l’aristocratie polonaise, les boyards russes, les cosaques et les juifs garnissaient leurs toques, chapskas, ouchankas, schtreimels et spodiks) est le bièvre (appelé bobre en Podolie).

## Histoire

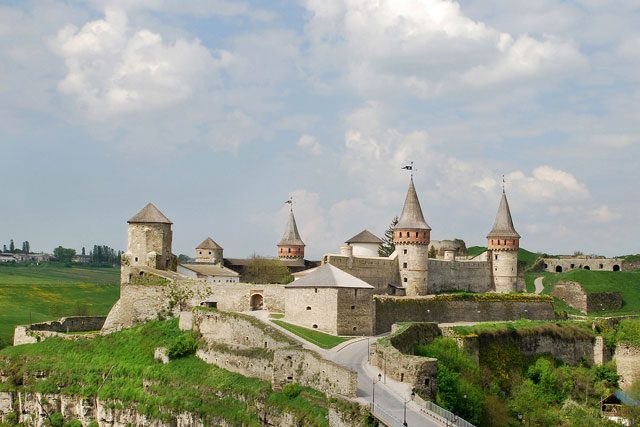
La forteresse de Kamianets-Podilskyï.

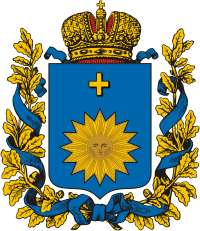
Armoiries de la Podolie sous l'Empire russe.

Au XIe siècle la Podolie est une marche-frontière peuplée de bergers et mercenaires volochovènes où se rencontrent les Slaves sédentaires au nord (les Rous’), les populations romanisées du sud-ouest (les Volokhs) et les peuples nomades de la steppe pontique au sud-est (les Polovtses). Elle est ensuite intégrée dans la principauté ukrainienne de Galicie-Volhynie au XIIe siècle. Ravagée par les Tatars lors de l’invasion mongole de l'Europe en 1240 et 1260, elle fut conquise par la Lituanie en 1350.
En 1386 la Podolie intègre l’Union de Pologne-Lituanie qui y élève des forteresses sur le Dniestr, à Kamianets, à Rov et à Mohiliv, qui avec les citadelles moldaves de Hotin et de Soroca, constituèrent un dispositif défensif contre les attaques des Tatars et des Ottomans. Depuis 1387, la Moldavie voisine était vassale de la Pologne mais, depuis 1484, attaquée de toutes parts, elle dut aussi prêter allégeance à la Hongrie et payer tribut à l’Empire ottoman. Le 24 septembre 1497, le roi de Pologne Jean Ier Albert Jagellon entra en Moldavie, sommant le voïvode Étienne III de Moldavie de réserver son allégeance à la seule Pologne. Une guerre entre les deux souverains s’ensuit : les Moldaves gagnent la bataille de la forêt de Cosmin puis, le 22 juin 1498, entrent en Podolie et s’en retirent en emmenant des milliers de familles ukrainiennes qu’ils installent en Moldavie septentrionale où leurs descendants vivent de nos jours dans l’oblast de Tchernivtsi.
La famille de nobles polonais Potocki acquit en Podolie de vastes domaines gérés par des affermeurs en majorité juifs, et gardés par les Cosaques zaporogues qui y élevaient leurs troupeaux et y trouvaient refuge au retour de leurs campagnes contre les territoires du Khanat de Crimée ou des Ottomans lesquels, de leur côté, menaient aussi des raids esclavagistes en Podolie, notamment en 1491 et 1500. À la suite de la révolte du chef cosaque Petro Dorochenko en 1667, les Turcs ottomans s’emparèrent de la région en 1672 et en firent le pachalik de Podolie ; elle revint à la Pologne-Lituanie en 1699. L’Empire russe en fit l’une de ses provinces en 1793 lors du deuxième partage de la Pologne. Elle fut alors organisée en gouvernement de Podolie, dont les capitales furent Kamianets-Podilskyï (Kamenets), puis Vinnytsia à partir de 1914. La Podolie faisait partie de la « zone de Résidence » autorisée aux juifs russes et on y trouvait de nombreux shtetlech (colonies agricoles) évoqués dans les tableaux de Marc Chagall et dans le film Un violon sur le toit, et parfois cibles des raids cosaques.
À la chute de l’Empire russe, la Podolie fut disputée de 1918 à 1921 entre les Polonais, les Ukrainiens indépendantistes, les Ukrainiens anarchistes et les Bolcheviks. Ces derniers finirent par l’emporter et l’intégrèrent à la république socialiste soviétique d'Ukraine en 1922, avec toutefois une petite région autonome moldave au sud, autour de Balta, où vivaient d’importantes minorités roumanophones.
Pendant la Seconde Guerre mondiale, la Podolie fut occupée par l’Allemagne nazie au nord du fleuve Boug méridional et par le régime fasciste roumain d’Ion Antonescu au sud. Les occupants maintinrent les kolkhozes pour mieux exploiter le pays. Les crimes des nazis et ceux de leurs satellites (1941-43) ont exterminé les trois quarts de la population juive ainsi que des milliers de résistants. L’Armée rouge n’en commit pas moins, déjà avant la guerre lors de la terreur rouge et des Grandes Purges, mais aussi après, contre tous les ukrainiens soupçonnés à tort ou à raison d’avoir collaboré avec les occupants, et en particulier contre ceux de l’armée insurrectionnelle ukrainienne. En outre, la population podolienne diminua aussi en raison des famines soviétiques, dont la holodomor, avant comme après la guerre, même si la Podolie ne fut pas la région la plus touchée. 
Après la dislocation de l'Union soviétique, l’indépendance de l’Ukraine et de la Moldavie partagea la Podolie entre ces deux États (les neuf dixièmes allant à l’Ukraine), à ceci près que la Moldavie n’est pas maîtresse de son territoire podolien, placé de facto sous l'administration russe de Transnistrie.

## Cartes anciennes

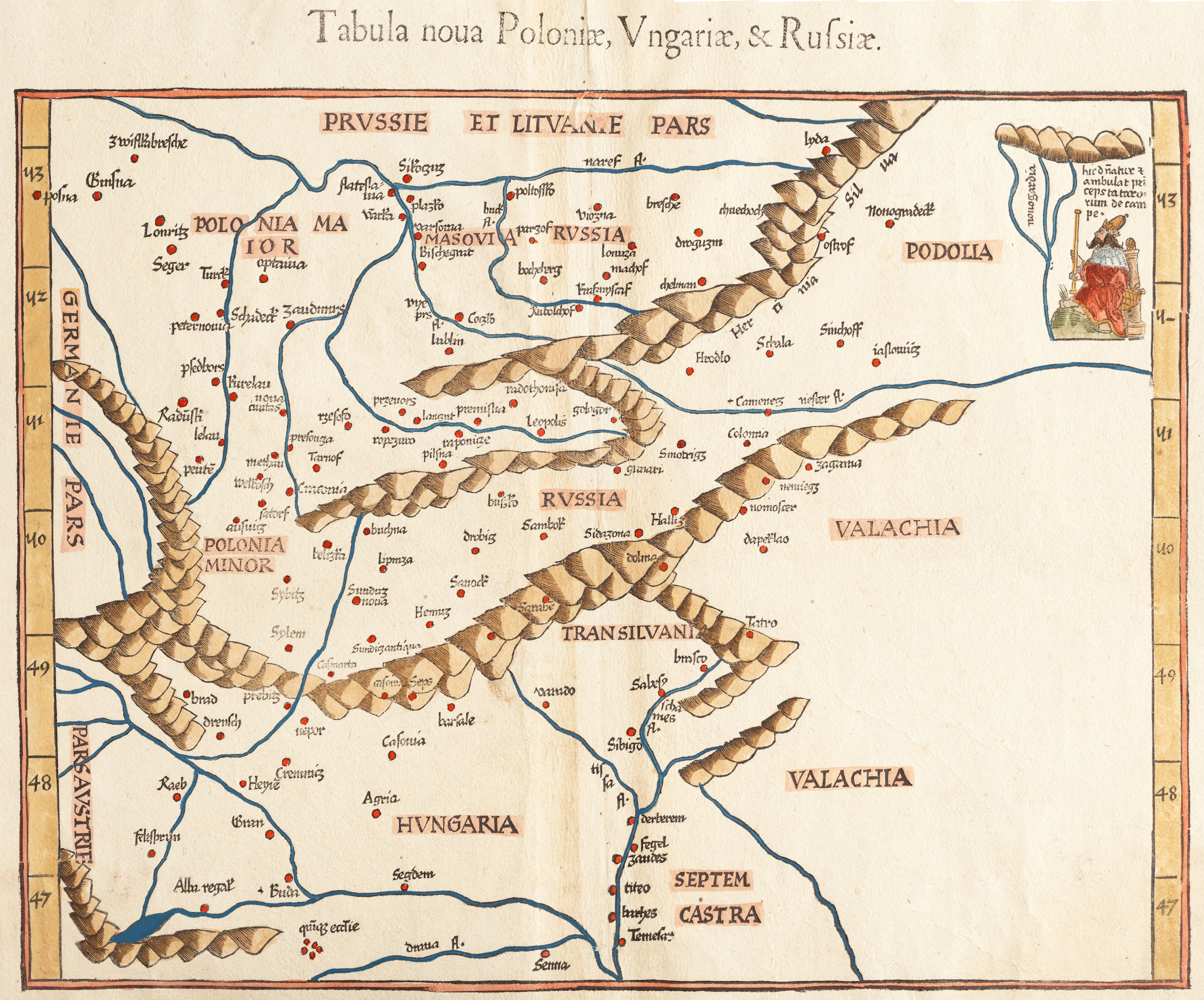
1541
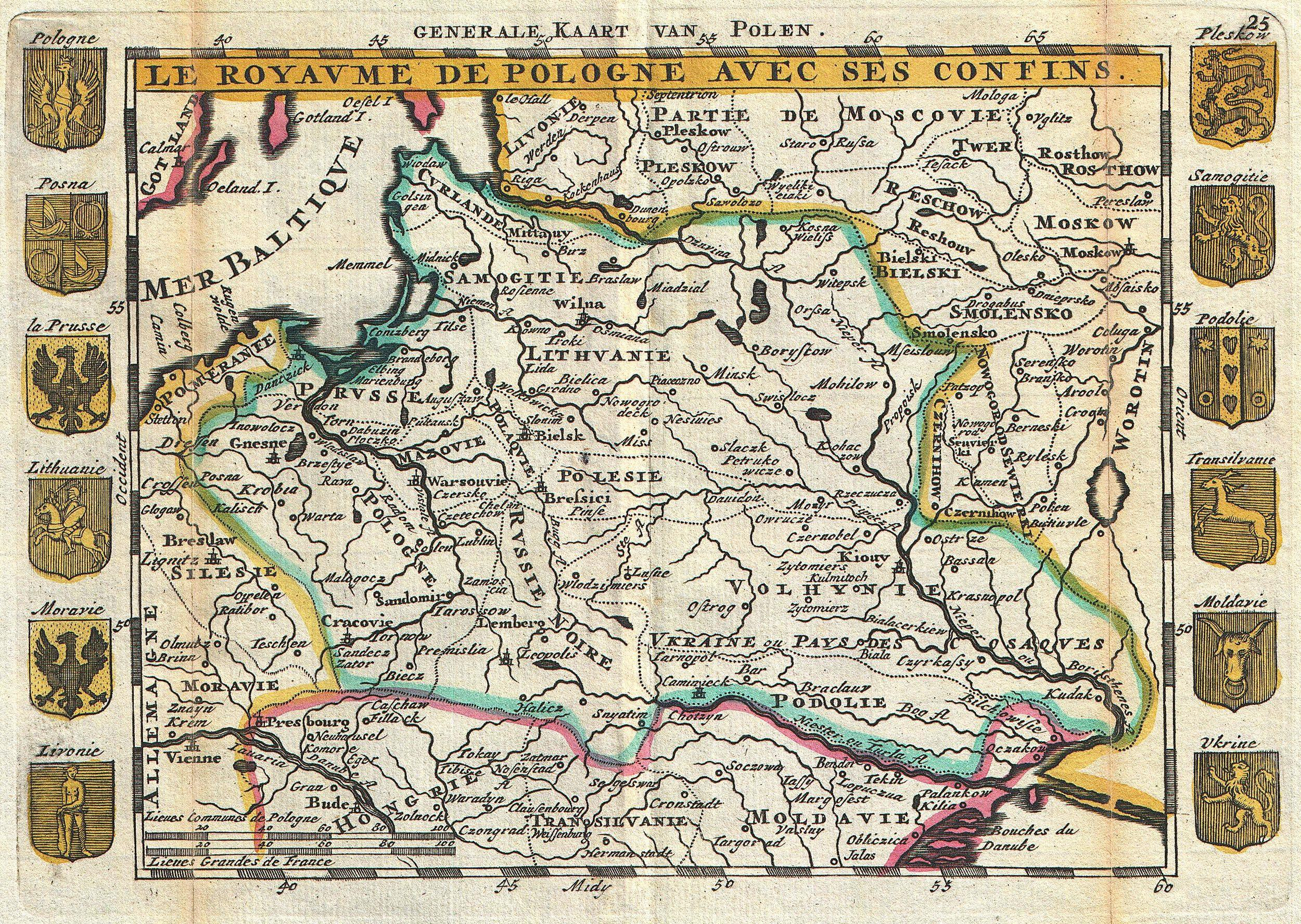
1747
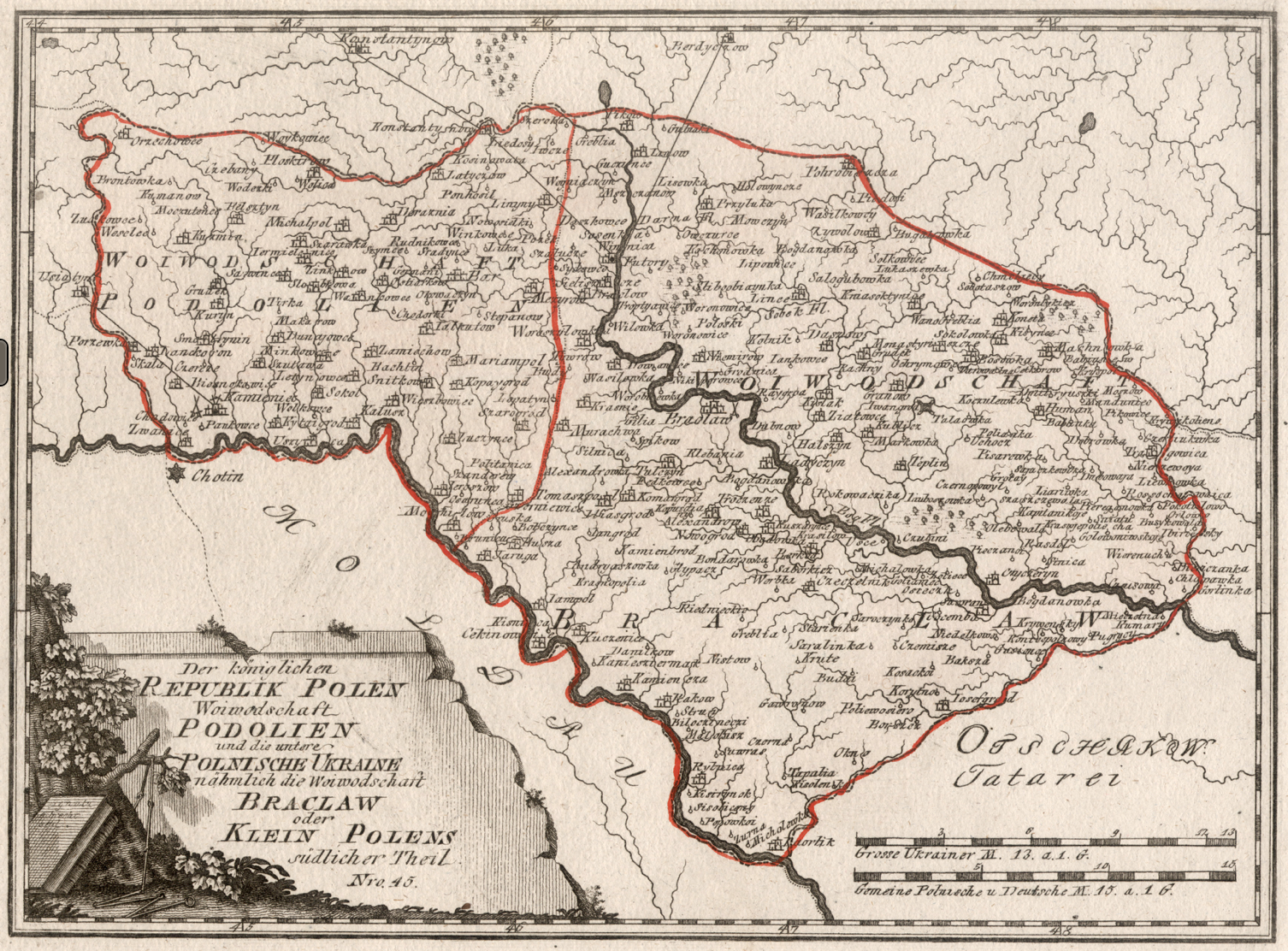
1789
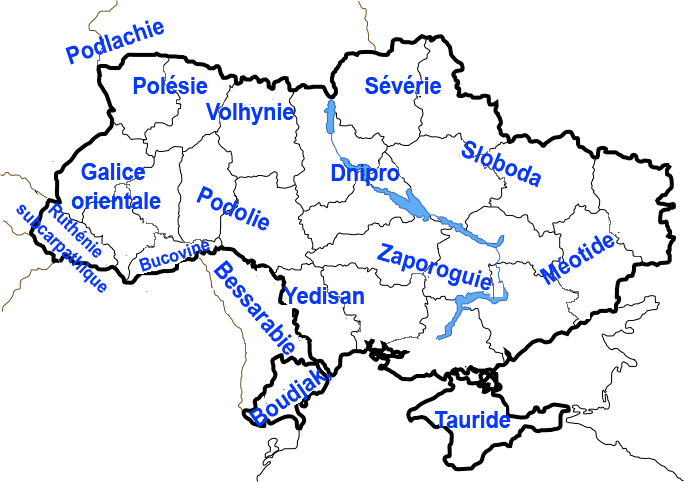
Régions historiques d'Ukraine
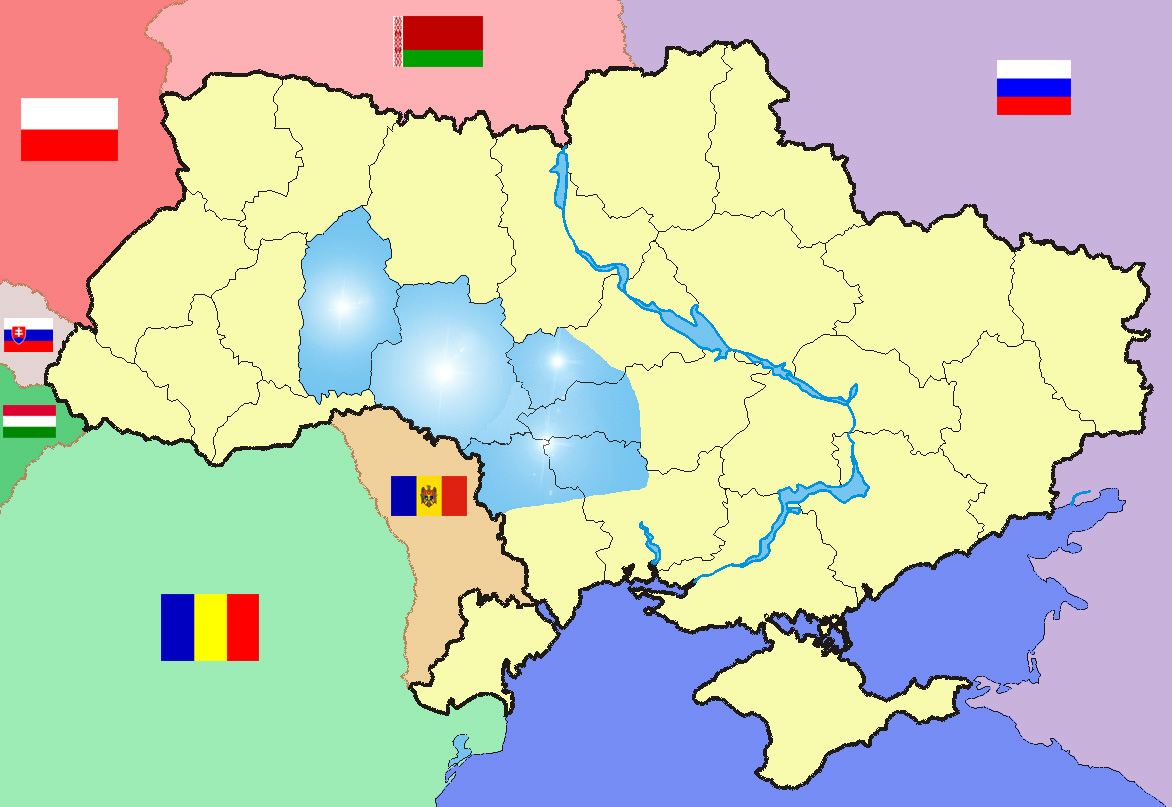
Position de la Podolie en Ukraine
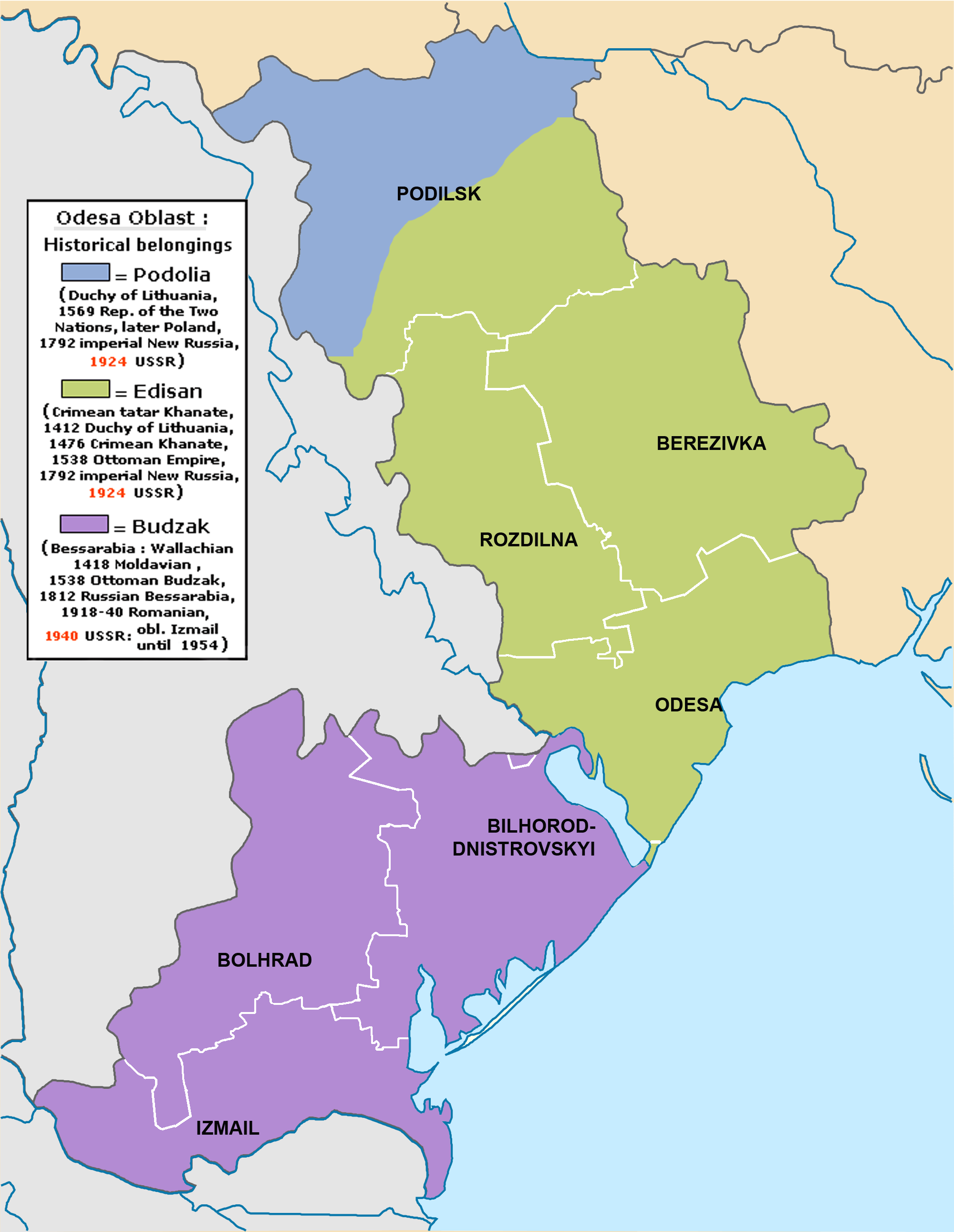
Appartenances historiques de l'oblast d'Odessa (la Podolie en bleu)

## Transports
La Podolie est desservie par les chemins de fer ukrainiens, le réseau routier et la compagnie aérienne Podillia Avia.

## Art
- Le Soleil héraldique est le symbole historique de la Podolie ; il pourrait provenir du « kolovrat » slave mais en fait il n'apparaît qu'à la Renaissance[5].
- Le peintre Albert Huyot (1872-1968) a séjourné en 1913 en Podolie, immortalisant ses paysages et des portraits d’habitants, thèmes préférentiels de son œuvre[6].